# Osmo Soininvaara
Osmo Heikki Kristian Soininvaara (2 de septiembre de 1951, Helsinki) es un escritor y político finés.
Fue ministro de Sanidad en el segundo gobierno de Paavo Lipponen entre el 14 de abril de 2000 y el 19 de abril de 2002, liderando la Liga Verde entre 2001 y 2005.
Soininvaara es licenciado en estadística, de la que trabajó antes de su entrada en política. Fue elegido concejal en Helsinki en 1985, trabajando en la administración local. Elegido en 1987 y 1995 por Eduskunta, fue miembro del parlamento hasta 2007, momento en el que se retira . Fue elegido nuevamente en las elecciones del 2011.
Osmo Soininvaara está casado con Anna-Maria Soininvaara y tienen tres hijos: Ohto, Ilppo y Helmi.

## Propuesta de Renta Básica
Soininvaara ha abogado por la Renta Básica durante mucho tiempo publicando varios libros y reportajes en esta materia. Su Hyvinvointivaltion eloonjäämisoppi, fue galardonado como el mejor libro de economía de 1994, donde proponía un esquema detallado de renta mínima, diferenciada de la renta por trabajo